# Thialf
Thialf je sportovní komplex v nizozemském městě Heerenveen, který zahrnuje krytou rychlobruslařskou dráhu a zimní stadion. Otevřená umělá dráha zde byla postavena v letech 1966–1967 (třetí umělá dráha v Nizozemsku), v roce 1986 byla nahrazena rychlobruslařskou halou. Současná hala byla postavena v letech 2015–2016. Nachází se v nadmořské výšce 10 m, disponuje kapacitou 12 500 diváků, standardním ledovým oválem o délce 400 m se dvěma drahami, uprostřed kterého se nacházejí další ledové plochy pro hokej, short track nebo curling. Malá boční hala s kapacitou 2500 diváků je využívána jako domácí aréna hokejového klubu UNIS Flyers.

## Velké akce
První rychlobruslařskou akcí, která se v kryté hale konala, byl v listopadu 1986 mítink Světového poháru. Od té doby je pravidelně využívána jako místo konání závodů Světového poháru, nizozemských, evropských i světových šampionátů.
- Mistrovství světa ve víceboji mužů 1987
- Mistrovství světa ve sprintu 1989
- Mistrovství Evropy 1990
- Mistrovství světa ve víceboji mužů 1991
- Mistrovství Evropy 1992
- Mistrovství světa ve víceboji žen 1992
- Mistrovství Evropy 1993
- Mistrovství Evropy 1995
- Mistrovství Evropy 1996
- Mistrovství světa ve sprintu 1996
- Mistrovství Evropy 1997
- Mistrovství světa ve víceboji 1998
- Mistrovství Evropy 1999
- Mistrovství světa na jednotlivých tratích 1999
- Mistrovství světa ve víceboji 2002
- Mistrovství Evropy 2003
- Mistrovství Evropy 2004
- Mistrovství Evropy 2005
- Mistrovství světa ve sprintu 2006
- Mistrovství světa ve víceboji 2007
- Mistrovství světa ve sprintu 2008
- Mistrovství Evropy 2009
- Mistrovství světa ve víceboji 2010
- Mistrovství světa ve sprintu 2011
- Mistrovství světa na jednotlivých tratích 2012
- Mistrovství Evropy 2013
- Mistrovství světa ve víceboji 2014
- Mistrovství světa na jednotlivých tratích 2015
- Mistrovství Evropy v rychlobruslení 2017
- Mistrovství světa v rychlobruslení ve sprintu 2019
- Mistrovství Evropy v rychlobruslení 2020

## Rekordy dráhy
Stav k 7. lednu 2017.
| Závod               | Jméno                                               | Čas (body) | Datum                  |
| ------------------- | --------------------------------------------------- | ---------- | ---------------------- |
| 100 m               | Jü Feng-tchung                                      | 9,52       | 18. února 2005         |
| 500 m               | Michel Mulder                                       | 34,31      | 27. prosince 2013      |
| 1000 m              | Pavel Kuližnikov                                    | 1:08,16    | 12. prosince 2015      |
| 1500 m              | Denis Juskov                                        | 1:43,36    | 13. února 2015         |
| 3000 m              | Sven Kramer                                         | 3:38,78    | 21. prosince 2016      |
| 5000 m              | Sven Kramer                                         | 6:09,65    | 14. února 2015         |
| 10 000 m            | Sven Kramer                                         | 12:45,09   | 28. prosince 2013      |
| stíhací závod       | Nizozemsko Jan Blokhuijsen Koen Verweij Sven Kramer | 3:39,76    | 17. listopadu 2012     |
| 2×500 m             | Pavel Kuližnikov                                    | 68,920     | 15. února 2015         |
| sprinterský čtyřboj | Pavel Kuližnikov                                    | 138,445    | 7.–8. února 2015       |
| malý čtyřboj        | KC Boutiette                                        | 151,221    | 21.–23. listopadu 2003 |
| velký čtyřboj       | Sven Kramer                                         | 147,934    | 9.–11. února 2007      |

| Závod               | Jméno                                                    | Čas (body) | Datum               |
| ------------------- | -------------------------------------------------------- | ---------- | ------------------- |
| 100 m               | Jenny Wolfová                                            | 10,33      | 27. ledna 2007      |
| 500 m               | I Sang-hwa                                               | 37,59      | 11. prosince 2015   |
| 1000 m              | Brittany Boweová                                         | 1:13,90    | 13. února 2015      |
| 1500 m              | Ireen Wüstová                                            | 1:53,31    | 29. prosince 2013   |
| 3000 m              | Ireen Wüstová                                            | 3:58,68    | 9. března 2013      |
| 5000 m              | Martina Sáblíková                                        | 6:49,31    | 9. února 2007       |
| 10 000 m            | Carien Kleibeukerová                                     | 14:39,76   | 23. března 2006     |
| stíhací závod       | Japonsko Nana Takagiová Miho Takagiová Misaki Ošigiriová | 2:58,06    | 12. března 2016     |
| 2×500 m             | Jenny Wolfová                                            | 75,240     | 19.–20. ledna 2008  |
| sprinterský čtyřboj | Karolína Erbanová                                        | 152,180    | 7.–8. ledna 2017    |
| miničtyřboj         | Ireen Wüstová                                            | 157,721    | 12. listopadu 2006  |
| malý čtyřboj        | Ireen Wüstová                                            | 158,615    | 22.–23. března 2014 |
| velký čtyřboj       | Suzanne Hoogendoornová                                   | 178,843    | 24.–25. března 2014 |